# Pinalia multiflora
Pinalia multiflora é uma espécie de orquídea (Orchidaceae) do Sudeste Asiático.